# Umut Bulut
Umut Bulut (* 15. März 1983 in Yeşilhisar in der Provinz Kayseri) ist ein ehemaliger türkischer Fußballspieler. Der Rekordhalter beendete am 24. Juli 2024 im Alter von 41 Jahren seine Karriere. Im Laufe seiner Karriere bestritt Bulut 751 Profispiele, in welchen er 233 Tore erzielte. Mit 515 Süper-Lig-Spielen ist er seit dem 20. Februar 2021 der Spieler mit den meisten Erstligaeinsätzen.

## Karriere

### Im Verein
Im Sommer 2001 erhielt Umut Bulut beim türkischen Erstligisten MKE Ankaragücü seinen ersten Profivertrag. Sein Profi-Debüt bestritt er mit 19 Jahren in der Süper Lig am 30. März 2002 gegen Gaziantepspor. Der Stürmer konnte sich erst durchsetzen, nachdem er auf Leihbasis für den Drittligisten İnegölspor gespielt hatte. Umut Bulut konnte sich in der Saison 2005/06 mit 16 Treffern erstmals unter die Top 10 der Torjäger der Süper Lig einreihen.
Trabzonspor beobachtete den kopfballstarken Stürmer schon seit einer geraumen Zeit und verpflichtete ihn zur Spielzeit 2006/07 für eine Ablösesumme in Höhe von 3 Millionen Euro und er erhielt dort einen Vierjahresvertrag. Umut Bulut sollte den nach Russland abgewanderten Stürmer Fatih Tekke ersetzen. Im Februar 2007 schoss der Stürmer seinen ersten Hattrick in der Liga gegen Denizlispor und mit seinem letzten Tor in den Schlussminuten den 4:3-Sieg für Trabzon besiegelte. Anfang Mai 2010 gewann Umut Bulut mit seiner Mannschaft den türkischen Pokal. Er hatte maßgeblichen Anteil am Gewinn des Pokaltitels, indem der Stürmer nicht nur im Finale für den zwischenzeitlichen 1:1-Ausgleich sorgte, sondern auch auf dem Weg ins Pokalfinale in den vorherigen acht Pokalspielen sechs Tore schoss. Daraufhin verlängerte Umut Bulut seinen Vertrag bis 2013. Am 2. April 2011 schoss er gegen Konyaspor endlich sein 100. Tor in der höchsten türkischen Spielklasse, der Süper Lig, damit war der Stürmer der 33. der die hunderter Tor-Marke erreicht hatte. Ihm fiel damit eine Last von den Schultern, weil die andauernden türkischen Presseberichte über sein anstehendes 100. Tor ihn sehr belastet hatten. In fünf Jahren schoss Bulut für die Weinrot-Blauen in jeder Saison weit mehr als zehn Pflichtspieltore.
Zur Spielzeit 2011/12 wechselte er zum französischen Erstligisten FC Toulouse für 3,8 Millionen Euro Ablöse. Diese kann um weitere 500.000 Euro ansteigen, wenn sich der TFC im Mai 2012 unter den ersten Sechs in der Tabelle platziert. Der Stürmer unterschrieb dort einen Dreijahresvertrag. Im August 2011 feierte er in seinem zweiten Pflichtspieleinsatz beim 2:0-Sieg seine Tor-Premiere für die Südfranzosen in der Ligue 1 gegen FCO Dijon.
In der Saison 2012/13 war Umut Bulut an Galatasaray Istanbul ausgeliehen. Sein Debüt gab er im türkischen Supercup-Spiel gegen Fenerbahçe Istanbul, wo der Stürmer selbst zweimal traf und darüber hinaus einen Elfmeter zugesprochen bekam. Im ersten Ligaspiel gegen Kasımpaşa Istanbul traf Umut Bulut erneut zweifach und wurde somit schnell zu einem wichtigen Akteur des Vereins. Am 5. Mai 2013 feierte er seinen ersten Meistertitel.
Am 15. Juli 2013 wurde Umut Bulut für eine Ablösesumme in Höhe von 2,7 Millionen Euro von Galatasaray fest verpflichtet. Der Stürmer unterschrieb einen Dreijahresvertrag mit einer Option für eine weitere Saison.
Kurz vor Ende der Sommertransferperiode 2016 wechselte Bulut zu Kayserispor. Er bestritt in dreieinhalb Jahren für Kayserispor 112 Pflichtspiele und erzielte 26 Tore. Nach seiner Vertragsauflösung mit 36 Jahren im Dezember 2019 wechselte Bulut zum ostanatolischen Verein und türkischen Erstligisten Yeni Malatyaspor, bei denen unterschrieb er einen Eineinhalbjahresvertrag.
Mitte Juni 2021 wechselte er zur neuen Saison zum Zweitligisten Eyüpspor, wo er einen Vertrag mit einer Laufzeit von einem Jahr mit einer Verlängerungsoption um ein weiteres Jahr unterschrieb. In seiner ersten Saison bestritt er 37 Ligaspiele mit 14 geschossenen Toren. Lediglich bei einem Spiel fehlte er. 

### In der Nationalmannschaft
Am 24. Mai 2007 wurde Bulut zum ersten Mal in den Kader der türkischen Nationalmannschaft berufen. Dort bestritt er sein Spieldebüt am 5. Juni 2007 im Freundschaftsspiel gegen Brasilien.
Am 2. Juni 2012 feierte der Stürmer in Lissabon seine ersten Tore in der türkischen A-Auswahl bei einem Ländertestspiel gegen Portugal, indem er bei dem 3:1-Sieg zwei Tore schoss.

## Erfolge
- Trabzonspor (2006–2011)
  - Türkischer Pokalsieger: 2010
  - Torschützenkönig des türkischen Pokals: 2010 (7 Tore in 9 Pokalspieleinsätze)[23]
  - Türkischer Supercup-Sieger: 2010 (ohne Einsatz)

- Galatasaray Istanbul (2012–2016)
  - Türkischer Supercup-Sieger: 2012, 2013
  - Türkischer Meister: 2013, 2015
  - Emirates-Cup-Sieger: 2013
  - Türkischer Pokalsieger: 2014, 2015, 2016

- Individuell
  - 100er-Klub-Mitglied der Süper Lig
  - Spieler mit den meisten Erstligaeinsätzen.[24]

## Trivia
- Mit seinem Tor in der Champions-League-Partie vom 17. September 2013 gegen Real Madrid erzielte Bulut das 400. Champions-League-Gegentor Real Madrids.[25]
- Am 13. März 2016 wurde Buluts Vater Kemal auf dem Heimweg vom Spiel zwischen Galatasaray Istanbul und Gençlerbirliği Ankara bei einem Autobombenanschlag auf den Busbahnhof in der Innenstadt Ankaras getötet. Mit ihm zusammen kamen 37 weitere Personen ums Leben.[26]